# De colonne
De colonne is het veertiende stripalbum uit de reeks Lefranc, bedacht en geschreven door Jacques Martin en getekend door Christophe Simon met medewerking van Olivier Pâques en Vincent Henin voor de decors. 
De eerste publicatie was ook meteen het eerste album. Het album werd in juni 2001 uitgegeven door uitgeverij Casterman als softcover met nummer 14 in de serie Lefranc. 
Deze uitgave kent in ieder geval een herdruk, namelijk in 2007.

## Het verhaal
Journalist Guy Lefranc wordt door de steenrijke Barbara Trelaunay en haar oudste zoon Terence gevraagd haar jongste zoon Joachim, een kunstenaar, die in ergens in het oerwoud van Cambodja verblijft, te redden. Lefranc gaat met een colonne dragers onder leiding van de gids Xaï en de mijnexpert Yeng de jungle in. Yeng vertelt dat hij in zijn jeugd gefolterd werd en dat Xaï een van de folteraars was. 
Xaï blijkt te werken voor de kunsthandelaar Farfax die Lefranc in de jungle ontmoet en die hem vertelt dat hij en Joachim niet levend naar de bewoonde wereld zullen terugkeren. Farfax werkt voor Barbara en runt een fabriek in de jungle waar namaak antiek wordt geproduceerd; Joachim blijkt er ook te werk te zijn gesteld.  Axel Borg blijkt er als zwarthandelaar contacten te hebben.
Farfax eist van Lefranc dat hij Joachim doodt, terwijl hij het filmt voor diens moeder. Met hulp van Yeng en Borg - die door Farfax wordt bedonderd - weten ze te ontsnappen. Barbara wilde haar oudste zoon Terence alles laten erven door Joachim uit de weg te laten ruimen. Dit plan werd verkomen en Joachims vader en de hoofdredacteur van Lefrancs krant zetten haar onder druk haar plannen op te geven.